# Stevie Young

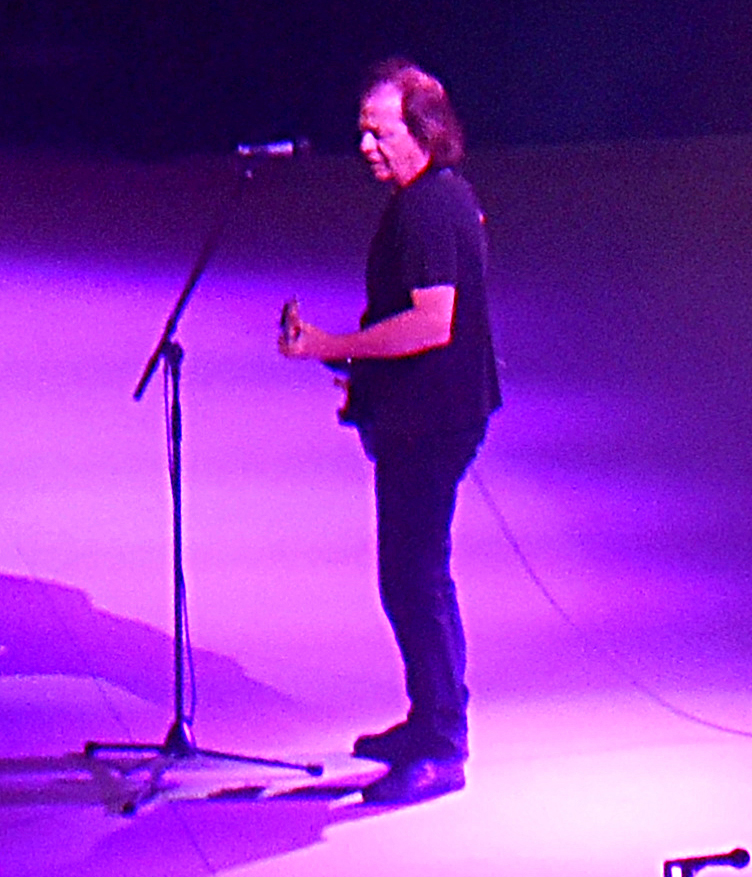
Stevie Young (2016)

Stevie Young (* 11. Dezember 1956 in Glasgow, Schottland) ist ein schottischer Musiker und der aktuelle Rhythmusgitarrist der australischen Hard-Rock-Band AC/DC – neben Angus Young (Leadgitarre). Er trat der Band im September 2014 bei und ersetzt seinen Onkel Malcolm Young, der aus gesundheitlichen Gründen seit 2014 nicht mehr in der Band spielen konnte und 2017 starb. Er ist der Neffe der beiden Gitarristen von AC/DC Angus und Malcolm Young, sowie von George und Alex Young. Er ist der Sohn von Stephen Young, dem ältesten der Brüder, wanderte mit dem Rest der Familie im Jahr 1963 nach Australien aus, ging aber schon in den 1970er Jahren wieder zurück nach Schottland.

## Karriere
Nach seinen ersten Bands in den späten 1970er Jahren namens The Stabbers, Prowler und Tantrum, die alle in der Stadt Hawick in Scottish Borders gegründet wurden, nahm Stevie Young zwei Alben mit seiner Band Starfighters auf. Die Starfighters waren die Vorgruppe bei AC/DCs Tournee „Back in Black“ 1980 durch Großbritannien.
Starfighters trennte sich 1983. Als sich die Band 1987 wiedervereinte, verließ Young die Band kurze Zeit später und gründete 1989 die Band Little Big Horn, deren Demoband von Malcolm Young produziert wurde. Sie trennten sich 1993 wieder, da sie keinen Plattenvertrag bekamen. Vorher nahmen sie allerdings eine Session für Tommy Vances Friday Rock Show bei BBC Radio 1 auf. Danach gründete Stevie die Band Up Rising, die sich aber ebenfalls auflöste. Die Band Starfighters wird in dem Buch Get Your Jumbo Jet Out of My Airport: Random Notes for AC/DC Obsessives und im Rare Record Guide 2007 erwähnt.
2009 war Young ein Mitglied der Band Hellsarockin aus Birmingham.
Seit Juli 2013 spielte Stevie mit Pat Hambly von den Starfighters und Martin Wood als Sänger in einem Blues-Trio namens Blue Murda. Später wurde Stevie als Gitarrist von seinem Sohn Angus (Gus) und der Bassist durch John Malan ersetzt. Gus ist der Großneffe von Angus Young.

## Karriere bei AC/DC
Die Verbindung zu AC/DC geht bis in die 1960er zurück, als Stevie mit Angus und Malcolm zusammen Gitarre spielte, während sie in Sydney aufwuchsen. Auch der Bandname „Starfighters“ stammt vom früheren AC/DC-Co-Produzenten Harry Vanda.
Während der 1988er USA-Tournee für das Album Blow Up Your Video, welche am 3. Mai 1988 startete, ersetzte Stevie den Rhythmusgitarristen Malcolm Young, da dieser unter Alkoholproblemen litt. Viele Fans nahmen den Austausch gar nicht wahr, da Stevie große Ähnlichkeit mit Malcolm hat.
Im Juli 2014 bestätigte der AC/DC-Sänger Brian Johnson, dass die Band zusammen mit Stevie das neue Album Rock or Bust aufgenommen habe, da Malcolm aus gesundheitlichen Gründen nicht mitwirken konnte. Im September wurde dann bekannt gegeben, dass Stevie Malcolm dauerhaft ersetzen wird. Malcolm starb am 18. November 2017.

## Familie
Seit Juli 2014 spielt Stevies Sohn Angus (Gus) bei der Reggae-Band 1Eye aus Birmingham die Gitarre.

## Diskografie

### Starfighters
- 1981: Starfighters
- 1983: In-Flight Movie

### AC/DC
- 2014: Rock or Bust
- 2020: Power Up